# Santiago Castañeda
Santiago Castañeda (* 13. November 2004 in Tampa, Florida) ist ein US-amerikanisch-kolumbianischer Fußballspieler.

## Karriere
Nach seinen Anfängen bei Tampa Bay United und Florida Premier FC schloss er sich den Tampa Bay Rowdies in der USL Championship an. Dort kam er im Juni 2022 auch zu seinem ersten Profieinsatz, als er beim 5:2-Auswärtssieg gegen die Pittsburgh Riverhounds kurz vor Schluss eingewechselt wurde. 
Zur Saison 2023/24 wechselte er nach Deutschland zum Drittligisten MSV Duisburg. Mit seinem ersten Profitor am 2. Dezember 2023, dem 17. Spieltag, sicherte er den 1:0-Heimsieg gegen den VfB Lübeck.
Im Mai 2024 wurde sein Wechsel zum Zweitligisten SC Paderborn 07 zur neuen Saison bekannt.